# Басистов, Павел Ефимович
Павел Ефимович Басистов (1823—1882) — русский педагог.

## Биография
Родился в 1823 году в мещанской семье. В 1839 году окончил 2-ю московскую гимназию, в 1843 году, с золотой медалью кандидатом за сочинение «Об историческом развитии риторики у древних народов, применительно к нынешнему ее состоянию» — 1-е отделение (историко-филологическое) философского факультета Московского университета и начал педагогическую деятельность в Тверской гимназии — учителем греческого языка. Менее чем через год был переведён в 1-ю Московскую гимназию — на должность преподавателя словесности. В течение 1844—1877 годов он также преподавал во 2-м кадетском корпусе, Александровском и Николаевском женских институтах, мещанском и театральном училищах. 
В 1857 году оставил преподавание и определился на железнодорожную службу. Через несколько лет по ходатайству графа Строганова вновь получил преподавательское место в Николаевском сиротском институте; возобновил преподавание и в других учебных заведениях. За несколько лет до своей смерти был назначен думой заведующим московскими городскими школами, членом училищного отделения городской управы и членом училищного городского совета. Тогда же учебный отдел Общества распространения технических знаний избрал его своим председателем. С 18 марта 1875 года был действительным членом Общества любителей Российской словесности при Московском университете.
Умер 10 (22) июня 1882 года. Его могила находится в некрополе Новодевичьего монастыря.

## Литературная деятельность
П. Е. Басистов — автор широко использовавшейся «Хрестоматии для употребления при первоначальном преподавании русского языка», выдержавшей большое число изданий, а также «Системы синтаксиса» (М., 1848) и  «Заметок о практическом преподавании русского языка» (М., 1868). Им также написаны: «Очерк жизни и сочинений В. А. Жуковского, чтение для юношества» (М., 1854); «Несторова летопись. С примечаниями и словарем» (М., 1869); «Ифигения в Тавриде, трагедия Еврипида, перевод с греческого» (СПб., 1876) и др. Его статьи печатались в «Журнале для воспитания», «Отечественных записках», в «Санкт-Петербургских ведомостях» и в других изданиях.
Из всех его педагогических сочинений наибольшее значение имела «Хрестоматия». В ней он первый провёл принцип, ставший потом всеобщим — брать материал для чтения детей из классических русских авторов, из русской жизни и русского быта. Он был поборником русских начал не только в школе, но и вообще в жизни и литературе, боролся со всем неискренним, напыщенным, всячески избегал прописной морали и имел сильное нравственное влияние на своих многочисленных учеников и учениц.